# Catching Fire
Catching Fire é um livro para jovens adultos escrito pela norte-americana Suzanne Collins. O segundo da trilogia The Hunger Games, é precedido pelo livro homônimo da série e seguido por Mockingjay, e foi originalmente publicado nos Estados Unidos em 1 de setembro de 2009 pela editora Scholastic, e lançado em Portugal e no Brasil, respectivamente, em outubro de 2010 pela Editorial Presença e no primeiro semestre de 2011 pela Rocco. Ele continua a história de Katniss Everdeen na ficcional nação Panem, na qual uma rebelião contra a opressiva Capital é iniciada, e Katniss e Peeta são obrigados a participar do Massacre Quaternário (uma edição especial dos Jogos Vorazes).
Ele foi lançado também como audiolivro e livro digital, e recebido de forma geralmente positiva pelos críticos especializados. A adaptação cinematográfica da obra estreou primeiramente no Brasil em 15 de novembro de 2013, enquanto foi exibida nos Estados Unidos e em outros países no dia 22 do mesmo mês.

## Enredo
Depois de vencerem a 74ª edição dos Jogos Vorazes, Katniss Everdeen e Peeta Mellark voltam para o Distrito 12, onde passam a viver na Aldeia dos Vitoriosos. No dia em que os dois vão começar uma turnê feita anualmente pelos vencedores, Katniss é visitada pelo Presidente Snow, que comanda Panem; ele deixa claro que Katniss está em perigo por ter quebrado as regras dos Jogos e feito com que fosse possível que ela e Peeta vencessem, o que foi considerado por todos um ato de desafio à Capital e inspirou o início de muitas revoltas nos distritos. Para evitar que suas famílias e as pessoas que amam sejam punidas, Katniss e Peeta precisam convencer toda a população de Panem de que o único motivo de não terem tentado vencer os Jogos sozinhos foi porque estavam apaixonados um pelo outro.
Durante a primeira parada da turnê, no Distrito 11, casa da antiga aliada de Katniss nos Jogos, Rue, há uma confusão quando um idoso canta uma melodia que Rue usava na arena dos jogos para dizer à Katniss que estava bem, e todos a saúdam com um sinal típico do Distrito 12. Os Pacificadores, a polícia de Panem, desaprovam o ato e o idoso é assassinado em público, o que é seguido por um tumulto. Depois de terem visitado todos os outros distritos, Peeta pede Katniss publicamente em casamento e ela aceita, esperando que isso seja o suficiente para convencer o Presidente Snow, mas ele diz que não é. Depois de voltarem para o Distrito 12, Katniss encontra duas fugitivas do Distrito 8, que lhe contam que seu distrito se rebelou e que as duas estão indo em direção ao Distrito 13, pois têm esperança de que sua destruição tenha sido inventada pela Capital e que lá existam pessoas que possam ajudá-las, dando-lhes comida e abrigo.
Com o objetivo de eliminar Katniss de uma vez por todas, o Presidente Snow anuncia que para o novo "Massacre Quaternário", Jogos Vorazes especiais que ocorrem a cada vinte e cinco anos, os enviados de cada distrito serão vinte e quatro antigos vencedores. Como é a única vencedora feminina do Distrito 12, Katniss é enviada, e, quando Haymitch é sorteado como o tributo masculino, Peeta se voluntaria como tributo para ir em seu lugar. Em sua entrevista com Ceasar Flickerman, Katniss usa um vestido de noiva branco, mandado pelo presidente Snow, porém seu estilista Cinna realiza algumas modificações. Ao mostrar o vestido para a platéia, este queima revelando um vestido com a aparência de um Tordo, o símbolo da revolução. A Capital entende isso como mais um ato de rebelião e mata Cinna antes mesmo de Katniss entrar na arena dos jogos. Em sua entrevista, Peeta inventa que ele e Katniss se casaram secretamente e que Katniss está grávida. Peeta inventou tal notícia pois queria fazer com que o Presidente Snow cancelasse os jogos, porém sua tentativa fracassa e os jogos continuam de pé.
Quando os Jogos começam Katniss e Peeta acabam se aliando à Finnick Odair, que venceu os Jogos dez anos antes, quando tinha quatorze anos de idade, e Mags, uma voluntária de oitenta anos, ambos do Distrito 4. A arena é formada por uma área de praia e floresta, cercada por campos de força. Mais tarde, depois de receberem diversos ataques planejados pelos Idealizadores dos Jogos e também se aliarem ao casal Beetee e Wiress do Distrito 3 e a Johanna Mason do Distrito 7, eles descobrem que a arena funciona como um relógio, em que a cada uma hora há um ataque em uma parte diferente da arena. Com Mags e Wiress mortas, Beetee arma um plano que iria supostamente eletrocutar os outros tributos, mas é usado para destruir o campo de força ao redor da arena, quando Katniss tem a ideia de lançar uma flecha no campo de força do teto. Machucada, Katniss desmaia. Ao acordar, ela descobre que todo o Massacre Quaternário era um plano conhecido por alguns dos outros tributos para tirá-los da arena, e que eles estão indo agora para o Distrito 13, que realmente ainda existe. Katniss descobre também que Johanna e Peeta foram capturados pela Capital, o que a deixa transtornada pois ela queria proteger Peeta a qualquer custo. Gale visita Katniss e lhe informa que conseguiu fugir do Distrito 12 com sua família e a dela e que agora estão escondidos de toda a Capital e Panem, devido ao Distrito 12 inteiro ter sido bombardeado pelo Presidente Snow e não existir mais.
Esses eventos levam ao próximo livro da saga: Mockingjay (A Esperança).

## Temas
Um dos principais temas do livro é sobrevivência. Outro tema central é interdependência versus independência. Um crítico notou, "No segundo livro de The Hunger Games, Katniss e Peeta são definitivamente interdependentes. Eles estão ajudando um ao outro para sobreviver. Na verdade, eles querem que o outro sobreviva mais do que querem a si mesmos".
O controle do governo também é destaque durante o livro, assim como em toda a trilogia. Depois de acabar com a primeira rebelião, a Capital cria regras para restringir e controlar a vida dos cidadãos dos distritos. Por exemplo, o modo como "os 75º Jogos Vorazes contam com 'novas' regras que fazem com que Katniss e Peeta sejam colocados em perigo outra vez. Mais 'Pacificadores' são espalhados pelos distritos para acabar com qualquer esperança que as pessoas começaram a ter depois dos últimos Jogos Vorazes". Outros temas contidos no livro são moralidade, obediência, sacrifício, redenção e amor.

## Recepção da crítica
Em Chamas recebeu críticas geralmente positivas. O Publishers Weekly escreveu que "Mesmo que esse segundo livro passe tempo demais recapitulando eventos do primeiro, ele não desaponta quando chega nos momentos de grande ação que os leitores estavam esperando". A Booklist falou sobre como "uma prosa sem adornos fornece uma janela aberta para a estimulação perfeita e uma construção de mundo eletrizante". O New York Times também publicou uma resenha positiva, no qual dizia que "Collins fez algo raro. Ela escreveu uma sequência que é melhor que o primeiro livro. Como leitor, me senti entusiasmado e até mesmo esperançoso: é possível que essa série e esses personagens estejam realmente isso para algum lugar?" e comentou sobre como Katniss está mais "sofisticada" nesse livro. The Plain Dealer escreveu que "A última sentença de Em Chamas vai deixar os leitores arquejando. Sem mencionar  loucos pela terceira parte".
No entanto, nem todas as críticas foram positivas. A mesma resenha do The Plain Dealer fala sobre o quando achou entediante o início: "Depois de 150 páginas de hesitamento romântico, eu estava morrendo de vontade de seguir em frente". O Entertainment Weekly chamou o livro de mais fraco que o primeiro, dizendo que "Katniss finge estar apaixonada pelo seu companheiro nos Jogos, o naturalmente encantador Peeta Mellark, mas está secretamente considerando Gale, um amigo de infância. Exceto - por quê? Há pouca distinção entre os dois rapazes, além do fato de Peeta ter um nome mais embaraçoso. Collins não evoca nenhuma da energia erótica que faz de Crepúsculo, por exemplo, tão assustadoramente sedutor".
A revista Time elegeu Em Chamas o quarto melhor livro de ficção de 2009, enquanto a People o considerou o oitavo melhor do ano. Ele recebeu o prêmio de melhor livro do ano de 2009 da Publishers Weekly.

## Adaptação cinematográfica
A adaptação para o cinema de Em Chamas estreou mundialmente em 22 de novembro de 2013 (exceto aos brasileiros, na qual a estreia deve-se mais cedo, 15 de novembro) , com o título The Hunger Games: Catching Fire  (no Brasil: Jogos Vorazes: Em Chamas, em Portugal: Jogos da Fome: Em Chamas). Francis Lawrence dirigiu o filme, que começou a ser filmado no verão americano de 2012, e terminou pouco antes de janeiro de 2013, quando a intérprete de Katniss, Jennifer Lawrence, começou a filmar a continuação de X-Men: First Class. O roteirista Michael Arndt (Toy Story 3, Little Miss Sunshine) assina o roteiro ao lado de Simon Beaufoy (Slumdog Millionaire, 127 Horas). Além de Lawrence, no elenco ainda estão Josh Hutcherson, Liam Hemsworth, Woody Harrelson, Elizabeth Banks, Lenny Kravitz, Stanley Tucci, Jena Malone, Sam Claflin e Donald Sutherland. Além de ter sido o número um nos Estados Unidos, alcançou uma marca estrondosa e percorreu o mundo com sucesso. O segundo filme da franquia recebeu vários prêmios e superou recordes de filmes e sagas anteriores.